# Hereford Castle

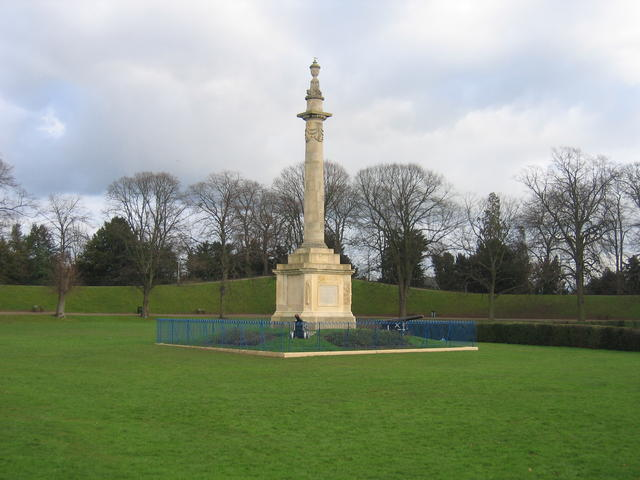
Ein 1809 aufgestelltes Denkmal an der Stelle der ehemaligen Vorburg von Hereford Castle

Hereford Castle ist eine abgegangene Burg in der Stadt Hereford, der Hauptstadt der englischen Grafschaft Herefordshire. Sie wurde irgendwann vor 1052 errichtet und war damit eine der ältesten Burgen Englands. Vermutlich wurde Hereford Castle bei der Eroberung Herefords durch die Waliser 1055 zerstört, aber in der darauf folgenden Dekade wieder aufgebaut. Im Bürgerkrieg der Anarchie während der Regentschaft König Stephans wurde die Burg dreimal belagert; die Garnison ergab sich jedes Mal und so wechselte die Burg den Besitzer.

## Frühe Geschichte
Im 11. Jahrhundert wurde Herefordshire regelmäßig von den Wallisern angegriffen. Anstatt immer die Verteidigungsanlagen der Grafschaftshauptstadt reparieren zu lassen, entschied sich Ralph the Timid, Sohn des Count of Vexin, eine Burg in den Verteidigungsanlagen von Hereford bauen zu lassen. Ralph wurde um 1046 zum Earl of Hereford ernannt; der genaue Bauzeitraum der Burg ist nicht bekannt, aber 1052 existierte es bereits. Diese erste Burg soll an derselben Stelle wie die spätere Burg gestanden haben, im Osten der Stadt. Die Gebiete im Norden und Westen waren dicht bevölkert und im Süden befindet sich der River Wye. 1055 wurden Stadt und Burg Hereford von den Wallisern geplündert. Die Angelsächsische Chronik schildert den Vorfall:

„Und sie zogen eine große Streitmacht aus Iren und Wallisern zusammen; und Earl Ralph sammelte eine große Armee gegen sie in der Stadt Hereford; wo sie sich trafen; aber noch bevor ein Speer geworfen wurde, flohen die Engländer, weil sie beritten waren. Der Feind richtete dann ein großes Blutbad an – etwa vierhundert oder fünfhundert Mann; und auf der anderen Seite niemand. Sie begaben sich dann zur Stadt und brannten sie vollständig nieder; und ebenfalls das große Münster, das der vermögende Bischof Athelstan hatte bauen lassen, das plünderten sie und beraubten es seiner Reliquien und seines Reffs, und von allen anderen Dingen; und die Leute schlachteten sie und führten einige weg.“

Harold Godwinson ließ die Verteidigungsanlagen der Stadt 1056 reparieren, aber, was mit der Burg geschah, ist nicht erwähnt. Kurz nach der normannischen Eroberung Englands 1066 wurde William FitzOsbern zum Earl of Hereford ernannt. Er hat vermutlich die Burg wiederaufbauen lassen, denn sie war 1067 wiederhergestellt, als laut Eintrag in der Angelsächsischen Chronik Eadric Cild ihre Garnison belästigte. 1071 starb William FitzOsbern und sein Sohn, Roger de Breteuil, übernahm die Burg. Er war in den erfolglosen Aufstand der Grafen, der den Sturz Wilhelms des Eroberers zum Ziel hatte, verwickelt und verlor daher die Burg.
Im April 1138 eroberte Geoffrey Talbot Hereford Castle von den Unterstützern König Stephans. Später im selben Jahr belagerten König Stephan und seine Truppen die Burg, bis sich die Garnison ergab. 1140, während der Anarchie, eroberten Geoffrey Talbot und Miles de Gloucester die Burg von der Garnison, die König Stephan unterstützte. Während der Belagerung wurde der Friedhof der Kirche St Guthlac entweiht. Die Gesta Stephani berichtet über das Ereignis:

„(...) überall gaben die Stadtbewohner Schreie und Lamentierungen von sich, entweder, weil die Erde des Friedhofes ihrer Familien zu einem Wall aufgehäuft worden war und sie – welch ein grausiger Anblick – die Leichen ihren Eltern und Verwandten, manche halbverfault, einige eben erst begraben, sehen konnten, wie sie erbarmungslos aus der Tiefe gezerrt worden waren, oder weil man auf einmal sehen konnte, wie Katapulte aufgerichtet wurden.“

Geoffrey Talbot und Miles de Gloucester ließen Belagerungsmaschinen aufbauen, sodass sie die Burg von zwei Seiten aus angreifen konnten und die Garnison sich schließlich ergab. 1154 gab Matildas Sohn, König Heinrich II., die Motte von Hereford Roger de Gloucester zu Lehen, aber es folgte eine Rebellion, König Heinrich forderte die Burg zurück und sie blieb für den Rest ihrer Tage in königlichem Besitz. 1216 ernannte König Johann Walter de Lacy zum High Sheriff of Herefordshire und beauftragte ihn mit der Wacht über die königliche Burg in Hereford. Im Folgejahr wurden Verstärkungsarbeiten an der Burg ausgeführt, um sie gegen walisische Attacken zu wappnen.

## Angriffe der Waliser
Im zweiten Krieg der Barone wurde die Burg im 13. Jahrhundert eine Zeitlang das Hauptquartier der Partei der Barone, deren Anführer Simon de Montfort war.
Während der Rebellion von Owain Glyndŵr zwischen 1400 und 1411 hielt sich König Heinrich IV. in Hereford Castle auf und bereitete dort Angriffe und Ausfälle nach Wales vor.
Im englischen Bürgerkrieg war Herefordshire größtenteils eine Hochburg der Royalisten, aber Hereford Castle scheint bei den Kämpfen keine wesentliche Rolle gespielt zu haben. Die Burg wurde später an Sir Richard Harley und einige seiner Freunde verkauft, verfiel aber in der Folge. Die Ruine scheint in den 1650er-Jahren abgetragen und die Bausteine für andere Gebäude in der Stadt genutzt worden zu sein.
Laut dem Bibliothekar und Geschichtsforscher John Leland war die Burg in Hereford einst „fast so groß wie Windsor Castle“ und „eine der schönsten und stärksten in ganz England“.

## Heute
1746 wurde die Beseitigung der restlichen Ruinen angeordnet und das Gelände wurde in einen Park, das heutige Castle Green umgestaltet. Aus dem Burggraben wurde der Teich Castle Pool.
1833 wurde Castle Green (ehemals die Vorburg) für 200 Jahre an die Stadtverwaltung verpachtet. Somit ist die Stadtverwaltung auch heute noch für den Erhalt des Geländes als Erholungspark verantwortlich.
Das Denkmal von Lord Nelson, das heute auf dem ehemaligen Burggelände steht, wurde 1809 in der Mitte der Vorburg errichtet. Eine Fußgängerbrücke, die Victoria Bridge, überquert den River Wye. Sie verbindet Castle Green mit den Fußwegen am Fluss entlang und denen um die Kathedrale.